# 福岡県立香椎工業高等学校
福岡県立香椎工業高等学校（ふくおかけんりつ かしいこうぎょうこうとうがっこう）は、福岡県福岡市東区香椎駅東二丁目に位置する公立工業高等学校。
九州産業大学附属九州高等学校と隣接している。

## 沿革
※特記ない限り、その年の新年度から施行。
- 1962年（昭和37年）1月1日 - 設立。同年新年度から学校教育開始。学科は電気科・機械科・工業化学科を設置。
- 1963年（昭和38年） - 各学科にコース制を施行。電気科内に電気コースと電子コース、機械科内に機械コースと設備工業コース、工業化学科内を工業化学コースと化学工業コースを設置。
- 1967年（昭和42年） - 機械科設備工業コースを設備工業科として学科に改組。機械科内のコースは廃止。
- 1971年（昭和46年） - 電気科電子コースを情報技術科として学科に改組。電気科内のコースは廃止。
- 1973年（昭和48年） - 工業化学科内のコースを廃止。
- 1991年（平成3年） - 設備工業科を廃止し、電子機械科を新設。
- 1993年（平成5年） - 機械科に再びコース制を施行。生産システムコースと設備システムコースを設置。
- 1994年（平成6年） - 電気科に再びコース制を施行。電気システムコースと電子制御コースを設置。
- 2020年（令和2年） - 女子制服、セーラー服からブレザーに改定。

## 教育組織
- 電気科
  - 電気システムコース
  - 電子制御コース
- 機械科
  - 溶接コース(３年次)
  - 旋盤コース(３年次)
  - 設備コース(３年次)
- 工業化学科
- 情報技術科
- 電子機械科

## 教育方針

### 校歌
- 校歌: 『栄光の学園』（作詞: 清水みのる、作曲: 古関裕而）

### 校訓
自立・協同

### 制服と昼食
男子：一般的な標準型学生服だが、上下とも学校指定のものがあり校章がデザインされたボタンをつける。女子：紺のセーラー服だったが2020年度入学生からブレザー(冬服・合服は白ブラウスにネクタイ、夏服はリボン、チェック模様のスカートまたはスラックス)に改定された。食堂（売店も併設）も設置

## 通学手段
- JR九州：香椎駅
- 西鉄貝塚線：西鉄香椎駅

## 著名な卒業生
- 安部修仁（吉野家ホールディングス会長、日本フードサービス協会会長、日本食レストラン海外普及推進機構副理事長）
- 篠崎仁志（競艇選手）
- 秋田太朗（ラグビー選手）
- 鳥越空（ラグビー選手）